# Identité graphique des Jeux olympiques d'été de 1976
 (novembre 2015).
L'identité visuelle des Jeux olympiques d'été de Montréal de 1976 est un système graphique créé par Georges Huel qui s'appuie sur la combinaison d'un logo et d'une mascotte représentant un castor nommé Amik. Elle se déploie sur une série d’affiches et de supports variés qui permettent à l’évènement d’être reconnaissable à travers le monde.

## Les Jeux olympiques de Montréal (1976)
Dans les années 1960, Montréal connait une dynamique d'internationalisation : elle accueille l’Expo 67, son premier évènement d’envergure internationale, en 1967. En 1976, elle devient ville hôte de la 21e olympiade du monde moderne.

### Avant les jeux
Le désir d’accueillir les Jeux olympiques à Montréal était déjà présent depuis plusieurs décennies. En effet, le maire de Montréal, Jean Drapeau, désireux et déterminé de faire connaitre sa ville à l’international, entreprendra les nombreuses démarches nécessaires à l’hébergement d’un tel évènement en sol montréalais. Le comité international olympique devait choisir entre Los Angeles, Moscou et Montréal comme ville hôte. C’est en mai 1970, à Amsterdam, après avoir essuyé plusieurs refus, que Montréal sera officiellement choisie comme hôte des Jeux olympiques de l'été 1976.

### Recrutement de l'équipe
Georges Huel (1930-2002) est un graphiste né en Saskatchewan, mais ayant grandi à Montréal. Il étudie les arts graphiques, et travaille pour l’imprimerie Thérien et fils. Celui-ci aura aussi été un des acteurs important derrière la charte graphique de l’Expo 67 présentée à Montréal. En 1972, il propose son idée pour le logo de l'évènement. Son idée sera non seulement retenue, mais il sera aussi nommé chargé de projet et superviseur de l’image entière des jeux,. C’est en partenariat avec Pierre-Yves Pelletier (1938- ), graphiste montréalais ayant travaillé pour Radio-Canada, et d’une multitude de collaborateurs recrutés à travers plusieurs concours, que la construction de l'identité visuelle des jeux s'affirme.

### Le manuel graphique
À la suite de la formation de cette grande équipe de travail, un manuel regroupant toutes les normes graphiques sur lesquelles sera basé le projet est publié. Ce manuel de 50 pages explore en détail tout ce qui a trait au logo : sa forme, sa couleur et sa signification. On y retrouve aussi les informations concernant la typographie utilisée et les couleurs acceptées pour l’ensemble des éléments graphiques. Ce manuel permet d'assurer une cohérence visuelle à travers toute l’identité graphique des jeux, étant donné que plusieurs personnes sont impliquées. Cette ouvrage s'inscrit dans la continuité de la tendance dont l'identité des jeux précédents de Munich fait l'objet. Cette tendance tiendra lors des jeux de Moscou en 1980.

## Identité graphique

### Logo et style international

#### Logo
Le logo est rouge sur fond blanc et exclusivement composé de formes géométrique, tirant une forte influence du style international suisse des années 1950.
Il est constitué de deux niveaux distincts :
- Il est possible d'observer, au premier niveau, les cinq anneaux olympiques ;
- Le deuxième niveau est constitué d’un podium, qui est aussi l’interprétation graphique du M de Montréal. La première place du podium (au centre) représente aussi la piste d'athlétisme. Un symbole des jeux, mais aussi du lieu de rassemblement principal, d'incarnation géométrique et de rencontre culturelle.

#### "Style international suisse"
Le "style international suisse" est un courant graphique caractérisé par la simplicité de ses caractères sans empâtements et ses formes géométriques simples. Le but de ce dépouillement est d’atteindre une simplicité visuelle totale. Ce style est aussi caractérisé par l’utilisation d’une grille de composition permettant une cohérence typographique ainsi qu’une palette de couleurs restreinte. En se basant sur la pureté caractéristique du style international suisse, les graphistes réussiront à créer une image graphique pour les Jeux olympiques. De plus, c’est la mise au point d’un logo simple, mais lourd de sens[non neutre], qui permettra aux jeux de se tailler une place[style à revoir] au sein de l'identité graphique montréalaise et de son histoire. Cette image aidera aussi la ville à se propulser au rang de ville olympique.

#### Signalisation

##### Affiches et mascotte
La mascotte, Amik, fut créée pour donner une dimension vivante et culturelle, à l’image des jeux. Ce castor noir arbore une bannière soit rouge avec le logo de ces jeux soit composé de rayures avec toutes les couleurs choisies par le comité. De plus, quelques affiches furent créées, plusieurs d’entre elles présentant le logo tel qu’il a été créé, d’autres présentant le logo multicolore, chaque anneau entouré d’un halo de sa couleur respective. Avec tous ces ajouts, l'identité des jeux s’est vue plus complète et facilement reconnaissable.

##### Corrid’Art
Corrid’Art était une exposition impliquant une multitude d’artistes, designers et architectes, les invitant à planter des œuvres sur la rue afin de faire découvrir les transformations de la ville sous un œil artistique. Cette œuvre collective qui fut érigée rue Sherbrooke, grande artère historique de la métropole, avait pour but, en plus de faire découvrir la ville, d’annoncer les Jeux olympiques et de diriger les gens vers le site des jeux. Les œuvres furent cependant détruites une semaine à peine après leur inauguration par le maire Jean Drapeau, sous le prétexte qu'elles contrevenaient aux règlements de la ville en ce qui a trait à l’exposition d’œuvres d’art en pleine rue.

### Vie après les jeux
L’impact de cet évènement international n’est pas seulement ressenti par la présence des infrastructures toujours existantes dans la ville, mais aussi dans l’image graphique montréalaise. Par exemple, il est possible d’observer une ressemblance entre le logo de la 21e olympiade et celui de la ville de Montréal. Georges Huel se retrouve une nouvelle fois en 1981 derrière la conception de ce logo, lui aussi rouge.